# Leyrieu
Leyrieu – miejscowość i gmina we Francji, w regionie Owernia-Rodan-Alpy, w departamencie Isère.
Według danych na rok 1990 gminę zamieszkiwało 461 osób, a gęstość zaludnienia wynosiła 72 osób/km² (wśród 2880 gmin regionu Rodan-Alpy Leyrieu plasuje się na 1180. miejscu pod względem liczby ludności, natomiast pod względem powierzchni na miejscu 1404.).